# Kirilovo, Iambol
Kirilovo (în bulgară Кирилово) este un sat în comuna Elhovo, regiunea Iambol,  Bulgaria. 

## Demografie
Componența etnică a satului Kirilovo
     Romi (1,86%)
     Bulgari (93,14%)
     Nicio identificare (2,49%)
     Altele (3,42%)
La recensământul din 2011, populația satului Kirilovo era de 321 locuitori. Din punct de vedere etnic, majoritatea locuitorilor (93,14%) erau bulgari, cu o minoritate de romi (1,86%). Pentru 2,49% din locuitori nu este cunoscută apartenența etnică.